# Солнце Ацтеков
«Солнце Ацтеков» (нем. Im Juli, дословно — «В июле») — художественный фильм режиссёра Фатиха Акина, вышедший на экраны в 2000 году.

## Сюжет
В руки молодому преподавателю Даниэлю (Мориц Бляйбтрой), который после окончания учебного года собирается провести очередное унылое лето в жарком и душном городе, попадается кольцо с магическим символом. Он случайно встречает красивую турчанку Мелек (Идил Юнер), влюбляется в неё и решает отправиться за ней в Стамбул, чтобы признаться в своих чувствах. На дороге он подбирает знакомую девушку Юли (Кристиана Пауль), которая давно неравнодушна к нему. Так начинается полная опасностей и приключений погоня за счастьем через всю Европу. А то оказывается ближе, чем казалось.

## В ролях
| Актёр           | Роль                  |
| --------------- | --------------------- |
| Мориц Бляйбтрой | Даниэль               |
| Кристиана Пауль | Юли                   |
| Мехмет Куртулус | Иса                   |
| Идил Юнер       | Мелек                 |
| Йохен Никел     | Лео                   |
| Бранка Катич    | Луна                  |
| Бироль Юнель    | Кельнер               |
| Сандра Боргманн | Марион                |
| Фатих Акин      | румынский пограничник |

## Награды
- 2001 — премия German Film Awards лучшему актёру (Мориц Бляйбтрой)
- 2001 — приз зрительских симпатий на кинофестивале в Тромсё
- 2001 — премия Jupiter 2001[2]
  - Лучший немецкий актёр (Мориц Бляйбтрой)
  - Лучший немецкий режиссёр (Фатих Акин)